# Enego
Enego est une commune italienne de la province de Vicence dans la région Vénétie en Italie.

## Histoire
Principales familles représentées de nos jours, et installées à Enego depuis au moins le XIIe siècle :

Tognon, Peruzzo, dalla Palma, Fontana, Bertizzolo, Guerriero, Frison, Dal Molin, Cenci

## Culture et patrimoine
L'Église Santa Giustina contient une œuvre de Jacopo Bassano, réalisée vers 1560, Sainte Justine en trône entre saint Roch, saint Sébastien et saint Antoine abbé. Ces saints sont les protecteurs des maladies contagieuses.
Le viaduc Valgadena, qui relie les zones municipales d'Enego et Foza, fait partie des plus hauts viaducs d'Italie. Inauguré en 1990, il mesure 175 m de haut et 282 m de long et est maintenant utilisé pour la pratique du saut à l'élastique, considéré comme le plus haut point de saut en Italie.[réf. nécessaire]

## Administration
| Période                                  | Période | Identité | Étiquette | Qualité |
| ---------------------------------------- | ------- | -------- | --------- | ------- |
|                                          |         |          |           |         |
| Les données manquantes sont à compléter. |         |          |           |         |

### Hameaux
Coldarco, Fosse, Pianello, Stoner, Godeluna, Valgoda, Lessi, Frizzon, Valdicina, Dori, Cornetta

### Communes limitrophes
Arsiè, Asiago (Italie), Cismon del Grappa, Foza, Gallio, Grigno, Valstagna
Asiago, Arsiè et Valstagna ne sont pas des communes limitrophes d' Enego